# خوسيه مونتانارو
خوسيه مونتانارو (بالبرتغالية: José Montanaro Júnior) (29 يونيو 1958 بساو باولو في البرازيل - ) هو لاعب كرة طائرة برازيلي في مركز ضارب خارجي ‏. شارك في الألعاب الأولمبية الصيفية 1988 والألعاب الأولمبية الصيفية 1980 والألعاب الأولمبية الصيفية 1984.

## وصلات خارجية
- خوسيه مونتانارو على موقع دوري الدرجة الأولى الإيطالي للكرة الطائرة - رجال (الإيطالية)
- خوسيه مونتانارو على موقع اللجنة الأولمبية الدولية (الإنجليزية)
- خوسيه مونتانارو على موقع أوليمبيديا (الإنجليزية)
- خوسيه مونتانارو على موقع اللجنة الأولمبية البرازيلية (البرتغالية)